# Ignaz von Rudhart
Ignaz Xavier von Rudhart (Weismain, 11 marzo 1790 – Trieste, 11 maggio 1838) è stato un giurista e politico tedesco, Primo ministro della Grecia dal 14 febbraio 1837 al 20 dicembre 1837.

## Biografia
Nato a Weismain l'11 marzo 1790, il padre, Franz Anton Rudhart, commissario di polizia del Principato vescovile di Bamberga, la madre Rosina Fuchs membro di una famiglia relativamente benestante che aveva dato alcuni borgomastri alla città di Weismain.  Nel 1794, per gli impegni lavorativi del padre la famiglia si trasferì a Bamberga. Studiò presso il Liceo di Bamberga dove si dedicò alla storia ed alla letteratura classica. Parlava fluentemente il greco antico. All'età di 16 anni divenne tutore al Ginnasio e subito dopo al Liceo. In quegli anni subì l'influenza delle idee portate dalla Rivoluzione Francese ed egli stesso si definì, anni dopo, "il repubblicano più entusiasta dell'epoca"
Nel 1808 si iscrisse all'università di Landshut, dedicandosi agli studi giuridici. Iniziò a frequentare Savigny che era arrivato come professore a Landshut due settimane prima di Rudhart, e Gönner. Il primo lo introdusse allo studio del diritto romano ma il secondo era più affine alle idee di Rudhart e, infatti, sulla rivista di Gönner Archiv für die Gesetzgebung und Reforme des juristischen Studiums che apparvero i primi scritti giuridici di Rudhart.
Nel 1810 partecipò al premio di ricerca della facoltà di diritto e lo vinse con l'opera Untersuchung über systematische Eintheilung und Stellung der Verträge für Doctrin und Legislation opera che venne pubblicata e la cui discussione pubblica conferì a Rudhart il Dottorato. In quest'opera non emerge la concezione dello Stato di Rudhart, ma dai pochi accenni presenti si può considerarlo un allievo di Gönner il quale dopo aver per un periodo abbracciato le teorie di Rosseau vedeva adesso lo Stato come un prodotto della natura e non di un contratto. Dopo il Dottorato iniziò un tirocinio a Bamberga e l'8 marzo 1811, ancora minorenne, venne nominato dal Granduca Ferdinando professore di Storia del Diritto, Diritto Internazionale, metodi degli studi giuridici, Diritto Commerciale e Storia Tedesca all'Università di Wurzburg con uno stipendio di 800 Gulden più gli accessori.
Nel 1815 conobbe Lerchenfeld all'epoca Commissario Generale per la Bassa Franconia appena incorporata dalla Baviera. Tra i due nacque un'amicizia che durerà per tutta la vita. Fu proprio Lerchenfeld, a spingere Rudhart a scrivere la Geschichte der Landstände in Bayern (Storia dei Landstände in Baviera), opera di 700 pagine basata su fonti storiche che, nelle parole di Rudhart, voleva rappresentare senza fronzoli la storia di queste assemblee. Questo lavoro, spesso citato negli studi di storia costituzionale, lo fece conoscere nel resto della Germania.
Nel 1817 contrasse una gravissima polmonite che lo portò a rischiare di perdere la vita. Dopo la guarigione chiese un altro impiego nell'amministrazione governativa perché non sopportava più le tensioni dell'attività accademica. Questa la richiesta ufficiale ma, probabilmente, non vedeva nella professione di docente la possibilità di carriera. Il fatto che il suo amico Lerchenfeld, uomo moderatamente liberale, fosse stato appena nominato Ministro delle finanze aiutò Rudhart. Nel novembre di quell'anno venne assunto come consigliere all'Ufficio Generale delle Imposte (Generalfiscalat).
Nel marzo 1819 il Ministero delle Finanze (cioè Lerchenfeld) creò un proprio ufficio statistico presso il Generalfiscalat alla cui direzione venne chiamato Rudhart. Negli anni 1821/22, Rudhart e altri due consiglieri del Ministero delle Finanze, Friedrich von Roth e Karl Christian Barth, pubblicarono la Baierische Wochenschrift, nella quale pubblicò numerosi articoli. Rudhart lasciò l'ufficio di presidenza nel 1823.
Dal 1823 fu ufficiale governativo a Bayreuth per poi passare a Ratisbona nel 1826.
Nel febbraio del 1837 venne chiamato da re Ottone I di Grecia ad Atene. Qui veniva visto con sospetto dall'ambasciatore britannico Edmund Lyons (che era stato un sostenitore di Josef Ludwig von Armansperg). Ben presto anche il sovrano greco divenne ostile a von Rudhart, dal momento che quest'ultimo ostacolava i tentativi di Ottone di divenire un monarca assoluto. Anche i rapporti con la regina Amalia di Oldenburg erano pessimi. Von Rudhart fu quindi costretto alle dimissioni dopo appena 10 mesi di reggenza della sua carica. Ottone, dopo le dimissioni di von Rudhart decise di non nominare alcun altro presidente del suo consiglio privato, mantenendo la carica per sé stesso sino al luglio 1841.